# Partido Patria Libre (Brasil)
El Partido Patria Libre (en portugués: Partido Pátria Livre, PPL) fue un partido político brasileño de izquierda. Fundado el 21 de abril de 2009 por miembros del Movimiento Revolucionario 8 de Octubre (MR-8), aboga por el socialismo científico. Sus símbolos son una bandera verde y amarilla con una estrella roja de cinco puntas y la inscripción "Pátria Livre". El número de identificación de PPL, según lo determina el Tribunal Superior Electoral, fue el 54.
En 2018, después de no lograr obtener suficientes votos para seguir recibiendo fondos del Tribunal Superior Electoral, el partido anunció que se fusionaría con el PCdoB. En diciembre de ese año el partido firmó un compromiso para oficializar la fusión y la organización dejó de existir.

## Historia
PPL fue fundado principalmente por miembros del Movimiento Revolucionario 8 de Octubre (MR-8), a los que se unieron líderes sindicales (vinculados a la central sindical nacional Central Geral dos Trabalhadores do Brasil), activistas del movimiento estudiantil y feministas. MR-8 fue fundado en 1964 a partir de una división en el Partido Comunista Brasileño (PCB), bajo el nombre de Disidencia de Río de Janeiro (DI-RJ). Un grupo guerrillero marxista-leninista, promovió acciones armadas contra la dictadura militar y abogó por el establecimiento de un régimen comunista en el país. Más tarde, DI-RJ se convirtió en MR-8 para rendir un homenaje al Che Guevara, que fue capturado por la CIA en Bolivia el 8 de octubre de 1967. Bajo el nuevo nombre, el grupo realizó su acción más notable: el secuestro del Embajador de los Estados Unidos Charles Burke Elbrick, convertido en la película de 1997 Cuatro días en Septiembre de Bruno Barreto.
Desde el inicio del proceso de democratización, MR-8 estuvo activo dentro del Partido del Movimiento Democrático Brasileño (PMDB), siendo un brazo del quercismo en los movimientos sociales. En 2008, después de considerar una fusión con el Partido de los Trabajadores (PT), los miembros de MR-8 decidieron crear un nuevo partido político. El acto fundador de PPL ocurrió el 21 de abril de 2009 y asistieron cientos de miembros de PMDB, así como varios representantes de partidos de izquierda, como PT, PCdoB, PSB, PDT, PCB y el Partido Comunista de Bolivia. El 3 de octubre de 2011, los jueces del Tribunal Superior Electoral concedieron por unanimidad la solicitud de creación de PPL, convirtiéndose en el 29º partido político legal en Brasil.

## Ideología
El objetivo político del PPL es radicalizar el curso seguido por la administración de Luiz Inácio Lula da Silva. Para ello, enumera cinco objetivos básicos: el fortalecimiento del mercado interno, para generar más empleos; la reducción de la tasa de interés básica; el desarrollo tecnológico del país; la realización de la plena economía; y la garantía de una buena salud pública y educación para todos. Según informes de prensa, el partido tuvo la intención de participar en la coalición gobernante liderada por la presidenta Dilma Rousseff en el año 2014, pero finalmente integró la coalición liderada por Marina Silva.

## Resultados electorales

### Elecciones presidenciales
|  | 21,32 % |

|  | 0,03 % |

### Elecciones parlamentarias
|  | 0,1 % |

|  | 0,4 % |